# Lichtenau (Miesbach)
Lichtenau ist ein Gemeindeteil von Miesbach auf der Gemarkung Wies im oberbayerischen Landkreis Miesbach.

## Ortsbeschreibung
Die Einöde Lichtenau besteht aus dem mehrflügeligen Herrenhaus des gleichnamigen Gutes, das auf älteren topographischen Karten als Schloss bezeichnet wird, dem einst dazugehörigen Ökonomiehof (im Urkataster von 1835–1840  einziges Gebäude des früher als Bosch bezeichneten Ortes) und einem neueren Wohngebäude mit der Hausnummer 4.

## Persönlichkeiten
Um 1896–1907 war der Naturwissenschaftler Fritz von Weidenbach (* 2. April 1852) Besitzer des Gutes Lichtenau. Er war um 1907 Mitglied in der Deutschen Dendrologischen Gesellschaft und vermutlich der Erbauer des ehemals als Schloss bezeichneten Herrenhauses. Er war der Vater von Kurt von Weidenbach (* 1884) und Paul von Weidenbach (* 1889).
Der promovierte Landwirt Hubert Lanz leitet seit dem Jahre 1965 das Gut Lichtenau. Unter dem Thema Waldumbau im Zeichen des Klimawandels wurde Lanz im Jahr 2007 mit dem Staatspreis für vorbildliche Waldbewirtschaftung ausgezeichnet. Er hat sich bereits frühzeitig und intensiv für eine zukunftsfähige Gestaltung des Lichtenauer Waldes eingesetzt. Schon sein Vater hatte auf dem Gut Lichtenau regelmäßig Wetterdaten gesammelt. Auf Grund seiner eigenen, langjährigen Aufzeichnungen örtlicher Wetterdaten und der daraus gewonnenen Erkenntnisse zum Klimawandel erkannte er die Notwendigkeit, seinen Fichtenwald in einen stabilen und klimatoleranten Mischwald umzubauen. Dazu nutzte er die natürliche Regenerationskraft des Waldes.

## Bevölkerungsentwicklung
Um 1871 lebten in Lichtenau zehn Einwohner. Im Mai 1987 gab es 15 Einwohner in einem Wohngebäude, das in sechs Wohnungen aufgeteilt war.
| Jahr      | 1871 | 1925 | 1950 | 1970 | 1987 |
| Einwohner | 10   | 20   | 57   | 25   | 15   |

Herrenhaus „Hofseite“ von Nordwesten
Ökonomie, von Westnordwest
Ökonomie, Heustadel/Remise
Kruzifix